# Pássaro da Manhã (peça teatral)
Pássaro da Manhã é uma peça teatral em um ato escrita por Miguel M. Abrahão em 1978, encenada várias vezes em território brasileiro e publicada em livro apenas em 2009 no Brasil.

## Sinopse
Pássaro da Manhã mostra a trajetória de Tuca e Tom, dois adolescentes encerrados em algum lugar do universo, que filosofam sobre a vida, buscando de maneira desesperada uma esperança e uma identidade para a humanidade, a fim de salvá-la de uma triste condição. A peça, em um ato, repousa sobre a palavra, dramaticamente trabalhada. Trata-se de um texto dramático onde a conclusão nos remete a poesia e ao lirismo de uma época perdida. Constantemente representado por alunos de escolas públicas e particulares, bem como grupos teatrais de pequeno porte brasileiro. Em 1984, o personagem TOM rendeu o prêmio de Melhor Ator no Festival Salesiano de Teatro (São Paulo) a João Vitti (o eterno Xampu da novela Despedida de Solteiro da Rede Globo de televisão).